# Farsa judicial

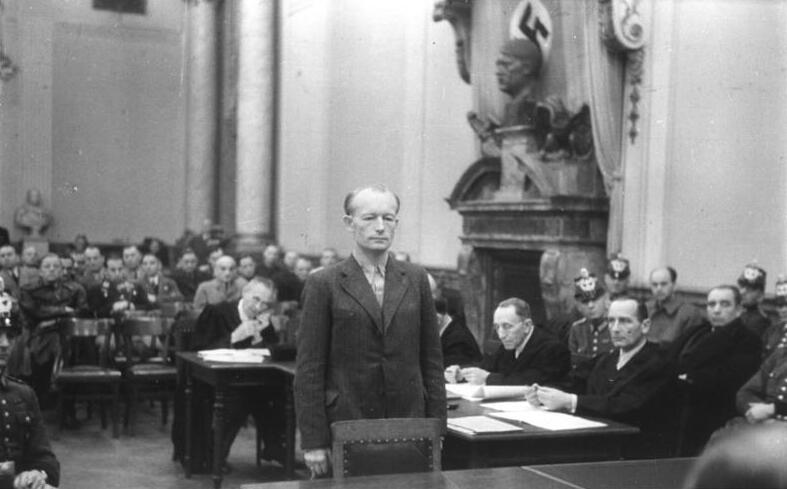
Tribunal Popular en la Alemania Nazi. Juicio de Adolf Reichwein, 1944. Fue condenado a muerte y fue víctima de asesinato judicial.

Farsa judicial es una expresión utilizada para referirse a la situación en que, para disimular la intención de condenar a una persona en particular que resulta especialmente molesta para el poder establecido, y conferirle a dicha maniobra una apariencia de legalidad, se la somete a un juicio fraudulento, cuyo resultado final es previsible, y en el cual no se le confiere a la persona contra la que se entabla ninguna de las garantías propias de un debido proceso que le permitan obtener acceso a la justicia.

## Características
Estas situaciones son propias de aquellos sistemas judiciales en que no impera el estado de derecho, debido a que en estos se pone el énfasis en consideraciones ajenas a los derechos fundamentales. Sin embargo, aunque dentro de un estado de derecho puede resultar más difícil generar una farsa judicial, también se producen. En cierto sentido, situaciones como los "alegatos de pasillo" (es decir, las conversaciones privadas entre el juez y un abogado sobre un caso en que ambos están involucrados) o las presiones indebidas por parte del poder público o de grupos de poder hacia la judicatura, generan también posibles escenarios para montar una farsa judicial.

## Farsas judiciales históricas
Algunos ejemplos históricos de farsas judiciales podrían ser los siguientes:
- El proceso del Sanedrín contra Jesucristo, en el que no hubo posibilidad alguna de defensa y ninguna garantía jurídica.
- Los procesos contra los amigos de Pericles, en la Antigua Grecia. Los enemigos políticos de Pericles, no atreviéndose a derribarle directamente, siguieron juicio con varios pretextos, contra personalidades allegadas a este, como Protágoras de Abdera o Aspasia de Mileto (hacia 429 a. C.).
- El proceso de Felipe el Hermoso contra Bernard Saisset, obispo de Pamiers, acusado injustamente de querer levantar a los occitanos contra el rey en París, además de diversas herejías y blasfemias y de afirmar que San Luis Rey estaba en el infierno, en el marco de las pugnas entre Felipe y el papa Bonifacio VIII.
- El proceso del Concilio de Constanza contra Jan Hus (1415), cuya principal finalidad era no tanto obtener la retractación de este por sus afirmaciones consideradas heréticas por la Iglesia católica, como condenarle para servir de escarmiento contra los rebeldes de Bohemia.
- El proceso contra Juana de Arco en 1431, tendiente a condenarla como bruja, para de esa manera desacreditar y cuestionar la legitimidad del monarca Carlos VII de Francia (coronado por Juana siguiendo, según ellas, instrucciones divinas) frente al interés de anexión por Inglaterra.
- El proceso contra Ana Bolena en Inglaterra, destinado a eliminarla y restablecer la soltería de Enrique VIII, además de otras purgas llevadas a cabo por este, incluyendo la ejecución de Tomás Moro.
- El proceso contra Luis XVI en 1793, en medio de la Revolución francesa.
- El proceso contra Alfred Dreyfus, a fines del siglo XIX, para culparlo de una inexistente traición y usar su caso para la expurgación de judíos del Ejército francés.
- El juicio contra los llamados Ocho de Chicago, culpados por organizar los hechos de la Revuelta de Haymarket.
- El juicio contra los anarquistas Sacco y Vanzetti, acusados de atentados terroristas, proceso que luego se probó arreglado.
- El proceso por el incendio del Reichstag en 1933, armado por el Tercer Reich para involucrar a los comunistas y poder perseguirlos como enemigos del estado.
- El proceso contra los estudiantes de la Rosa Blanca como Sophie Scholl y su hermano Hans Scholl por el juez nazi Roland Freisler en Múnich.
- Los Procesos de Moscú y en general, toda la Purga estalinista contra el aparato bolchevique.
- Los juicios en Hungría contra László Rajk (y 7 acusados más) en 1949, en Bulgaria contra Traicho Kostov ese mismo año, en Rumanía contra Lucrețiu Pătrășcanu en 1954 y en Checoslovaquia en 1952 en el Proceso de Praga o Juicio Slánský contra varios dirigentes judíos.
- Los procesos conocidos como la "caza de brujas" promovidas por el senador Joseph McCarthy en Estados Unidos, muchos de los cuales fueron efectuados en infracción a las garantías de los acusados.
- El Juicio de los aviadores de Cuba en 1959.
- El juicio de Nicolae y Elena Ceaușescu, que puso final a más de 20 años de dictadura en Rumania con la Revolución de 1989.
- Los procesos contra los terroristas de Sendero Luminoso, donde bajo la modalidad de «jueces sin rostro», fueron condenados por jueces sin vinculación directa al proceso. Esto es la no garantía de saber que el juez es el mismo durante la duración del proceso. El enmascaramiento de los jueces en este caso facilitó que estos pudieran puedan dictar sentencias a conveniencia sin derecho a réplica.